# American Cinematheque
La American Cinematheque («Cinemateca estadounidense») es una organización cultural independiente y sin fines de lucro en Los Ángeles dedicada exclusivamente a la presentación pública del cine en todas sus formas.
La Cinematheque fue creada en 1981 como una rama del anual Festival de Cine de Los Ángeles de Filmex, que se llevó a cabo todos los años desde 1971 hasta 1983. Después de cinco años de recaudación de fondos y planificación, la Cinematheque lanzó su primera serie de proyecciones en 1987. Presenta festivales y retrospectivas que proyectan lo mejor del cine, el video y la televisión mundial del pasado y el presente, desde los clásicos hasta las fronteras exteriores de la forma de arte. Además de presentar todos los aspectos del cine en la pantalla grande, la Cinematheque también ofrece un foro donde entusiastas y estudiantes del cine pueden escuchar a los principales cineastas, actores, escritores, editores, directores de fotografía y otras personas discutiendo su oficio.

## Salas de cine de la Cinematheque
Entre 1987 y 1998, la Cinematheque presentó sus programas en una variedad de lugares, incluido la sala de cine del Sindicato de Directores de Estados Unidos y el complejo Raleigh Studios en Hollywood. En diciembre de 1998, abrió su propia casa permanente en el Grauman's Egyptian Theatre en Hollywood, y en 2004 agregó una segunda sala de cine, el Aero Theatre, en Santa Mónica. Ahora presenta festivales, retrospectivas y programas variados en estas dos salas de cine.
El Grauman's Egyptian Theatre fue construido en 1922 por el empresario del mundo del espectáculo Sid Grauman (cuatro años antes de abrir su Grauman's Chinese Theatre). Fue la ubicación del primer estreno de una película de Hollywood en 1922. En 1998, la American Cinematheque completó una importante renovación de $ 12.8 millones que restauró el exterior de la sala de cine a su forma original y agregó nuevas tecnologías de películas, videos y audio.
El Aero Theatre en Santa Mónica es un cine histórico de 1940 que también ha sido renovado por la American Cinematheque.

## Programación

### Festivales de cine
En la American Cinematheque se celebran varios festivales de cine anuales, con películas que cubren diversos temas y géneros internacionales. Su Beyond Fest anual es el festival de cine de género con mayor asistencia de los Estados Unidos.
Durante los últimos 22 años, la Cinematheque se ha asociado con la Fundación Film Noir en su festival más antiguo, Noir City: Hollywood, que celebra la historia del cine negro. Nitrate Nights ofrece raras oportunidades de ver películas en una base de película de nitrato de 35 mm, un formato abandonado a principios de la década de 1950 debido a su calidad altamente inflamable. Después de ser adaptada para proyectar nitrato de forma segura en 2016, la Cinematheque se ha asociado desde entonces con archivos de películas como el George Eastman Museum, la Biblioteca del Congreso de Estados Unidos, el Archivo de Cine de la Academia de las Artes y las Ciencias Cinematográficas y el Archivo de Cine y Televisión de la UCLA para llevar copias de archivo raras a la pantalla el público.
La Cinematheque también se asocia anualmente con la Asociación de la Prensa Extranjera de Hollywood para presentar la serie de proyecciones de las películas nominadas del año para el Globo de Oro a la mejor película en lengua no inglesa. Cada año, la serie ha culminado con un simposio de mesa redonda con los directores de las cinco películas nominadas.

#### Festivales de cine notables
- Beyond Fest (Cine de género)
- The All Night Horrorthon at the Aero («El terrortón de toda la noche en el Aero»).[12]
- Recent Spanish Cinema («Cine español reciente»).[13]
- Cinema Italian Style («Cine, estilo italiano»).[14]
- German Currents («Corrientes alemanas»).[15]
- Canada Now («Canadá ahora»).[16]
- Starring Europe: New Films from the EU («Protagonizada por Europa: Nuevas películas de la Unión Europea»).[17]
- Screwball Comedy Festival («Festival de comedia de enredos»).[18]

#### Festivales de cine pasados
- EW's CapeTown Film Festival[19]
- Festival of Fantasy, Horror, and Science Fiction[20]
- Brutal Youth Festival with Entertainment Weekly[21]

También ha presentado Mods & Rockers Festival, un festival de películas de cultura rock presentado por primera vez en 1999.

### Otras series de películas regulares
La Cinematheque también alberga un número de series de proyecciones regulares durante todo el año, que incluyen:
- Cinematic Void[22]
- Art Directors Guild Film Society[23]
- Greg Proops Film Club[24]

### Premio American Cinematheque
Además de sus programas durante todo el año, la organización presenta anualmente el premio American Cinematheque a un cineasta en reconocimiento a sus contribuciones a la forma de arte. A lo largo de la historia del premio, muchos cineastas importantes han sido honrados, incluidos directores como Steven Spielberg, Martin Scorsese, Ron Howard y Rob Reiner, el productor Jerry Bruckheimer y actores como Eddie Murphy, Bette Midler, Mel Gibson, Bruce Willis, Samuel L. Jackson, Denzel Washington y Jodie Foster.

### Anterior distribución
El brazo de distribución de American Cinematheque se creó en 1999 como Vitagraph Films.

## Participación de líderes de la industria
La organización está gobernada por una junta directiva y un consejo de administración. Las dos juntas incluyen a muchos líderes destacados en la industria del entretenimiento, incluidos directores y productores como Sydney Pollack, Martin Scorsese, Mike Nichols, Francis Ford Coppola, William Friedkin, Brian Grazer, Joe Dante, Melvin Van Peebles, Paula Wagner y Steve Tisch. Otros miembros destacados de la junta incluyen a los actores Candice Bergen y Goldie Hawn; el jefe de estudio Mike Medavoy; el periodista Peter Bart (editor en jefe de Variety); y el agente de talentos Rick Nicita (copresidente de la Creative Artists Agency).

## Investigación del fiscal general estatal y propuesta de venta del Egyptian Theatre
En mayo de 2019, la American Cinematheque estaba siendo investigada por el fiscal general de California. Según los informes, Netflix estaba tratando de comprar la sala de cine en ese momento, pero los miembros de la comunidad preocupados estaban solicitando a la junta de la American Cinematheque, al fiscal general de California y al Ayuntamiento de Los Ángeles que se detenga la venta y se realicen reuniones públicas explicando la situación.